# Сиренови
Сиреновите (Sirenidae) са семейство земноводни от разред Опашати земноводни (Caudata).
Таксонът е описан за пръв път от британския зоолог и филателист Джон Едуард Грей през 1825 година.

## Родове
- Pseudobranchus – Раирани сирени
- Siren – Сирени